# آجز
آجز (به عربی: آجز) یک روستا در سوریه است که در ناحیه سراقب واقع شده‌است. آجز ۱٬۱۰۸ نفر جمعیت دارد.